# Роналду Соза
Рона́лду ді Со́за дус Са́нтус (порт. Ronaldo de Souza dos Santos; 7 грудня 1979, Віла-Велья, Еспіріту-Санту, Бразилія) — бразильський спортсмен: борець бразильського дзюдзюцу, греплер і спеціаліст зі змішаних бойових мистецтв. Триразовий чемпіон світу з бразильського дзюдзюцу у вільній та середній вагових категоріях за версією IBJJF (2004—2005 роки). Чемпіон світу з греплінгу у середній ваговій категорії за версією ADCC (2005 рік). Чемпіон світу зі змішаних бойових мистецтв у середній ваговій категорії за версією Strikeforce (2010—2011 роки).

## Спортивні досягнення

### Греплінг
| Рік  | Місце проведення                  | Подія                         | Дисципліна                        | Місце |
| ---- | --------------------------------- | ----------------------------- | --------------------------------- | ----- |
| 2005 | Лонг-Біч, Сполучені Штати Америки | Чемпіонат світу (версія ADCC) | Греплінг, вільна вага             |       |
| 2005 | Лонг-Біч, Сполучені Штати Америки | Чемпіонат світу (версія ADCC) | Греплінг, середня вага (77-88 кг) |       |
| 2003 | Сан-Паулу, Бразилія               | Чемпіонат світу (версія ADCC) | Греплінг, середня вага (77-88 кг) |       |

### Бразильське дзюдзюцу
|  |

|  |

|  |

|  |

|  |

|  |

### Змішані бойові мистецтва
| Результат   | Противник                    | Спосіб                               | Раунд | Час  | Дата            | Місце                        | Подія                                   | Примітки |
| ----------- | ---------------------------- | ------------------------------------ | ----- | ---- | --------------- | ---------------------------- | --------------------------------------- | --- |
| Перемога    | Франсіс Кармон               | Рішення суддів (одностайне)          | 3     | 5:00 | 15 лютого 2014  | Жараґуа-ду-Сул, Бразилія     | «UFC Fight Night 36»                    | |
| Перемога    | Юсін Окамі                   | Технічний нокаут (удари кулаками)    | 1     | 2:47 | 4 вересня 2013  | Белу-Оризонті, Бразилія      | «UFC Fight Night 28»                    | |
| Перемога    | Кріс Камоцці                 | Підкорення (задушення руками)        | 1     | 3:37 | 18 травня 2013  | Жараґуа-ду-Сул, Бразилія     | «UFC on FX 8»                           | Нагороджений премію «Підкорення вечора».                                                                                           |
| Перемога    | Ед Хермен                    | Підкорення (больовий прийом на руку) | 1     | 3:10 | 12 січня 2013   | Оклахома-Сіті, Оклахома, США | «Strikeforce: Marquardt vs. Saffiedine» | |
| Перемога    | Дерек Бронсон                | Нокаут (удари кулаками)              | 1     | 0:41 | 8 серпня 2012   | Сан-Дієґо, Каліфорнія, США   | «Strikeforce: Rousey vs. Kaufman»       | |
| Перемога    | Брістол Марунде              | Підкорення (задушення руками)        | 3     | 2:43 | 3 березня 2012  | Колумбус, США                | «Strikeforce: Tate vs. Rousey»          | |
| Поразка     | Люк Рокхолд                  | Рішення суддів (одностайне)          | 5     | 5:00 | 10 вересня 2011 | Цинциннаті, США              | «Strikeforce: Barnett vs. Kharitonov»   | Втратив титул чемпіона у середній ваговій категорії.                                                                               |
| Перемога    | Роббі Лоулер                 | Підкорення (задушення руками)        | 3     | 2:00 | 29 січня 2011   | Сан-Хосе, США                | «Strikeforce: Diaz vs. Cyborg»          | Захистив титул чемпіона у середній ваговій категорії.                                                                              |
| Перемога    | Тім Кеннеді                  | Рішення суддів (одностайне)          | 5     | 5:00 | 21 серпня 2010  | Х'юстон, США                 | «Strikeforce: Houston»                  | Виграв титул чемпіона у середній ваговій категорії.                                                                                |
| Перемога    | Джої Вілласеньйор            | Рішення суддів (одностайне)          | 3     | 5:00 | 15 травня 2010  | Сент-Луїс, США               | «Strikeforce: Heavy Artillery»          | |
| Перемога    | Метт Ліндленд                | Підкорення (задушення руками)        | 1     | 4:18 | 19 грудня 2009  | Сан-Хосе, США                | «Strikeforce: Evolution»                | |
| Не відбувся | Джейсон Міллер               | Рішення організаторів                | 1     | 2:33 | 26 травня 2009  | Йокогама, Японія             | «Dream 9»                               | Джейсон Міллер завдав забороненого удару ногою, внаслідок чого Роналду Соза отримав розсічення. Бій визнано таким, що не відбувся. |
| Поразка     | Ґегард Мусасі                | Нокаут (удар ногою)                  | 1     | 2:15 | 23 вересня 2008 | Сайтама, Японія              | «Dream 6» Гран-прі Dream (фінал)        | Бій за вакантний титул чемпіона у середній ваговій категорії.                                                                      |
| Перемога    | Зелґ Ґалесіч                 | Підкорення (больовий прийом на руку) | 1     | 1:27 | 23 вересня 2008 | Сайтама, Японія              | «Dream 6» Гран-прі Dream (півфінал)     | |
| Перемога    | Джейсон Міллер               | Рішення суддів (одностайне)          | 2     | 5:00 | 15 червня 2008  | Йокогама, Японія             | «Dream 4» Гран-прі Dream (чвертьфінал)  | |
| Перемога    | Іен Мьорфі                   | Підкорення (задушення руками)        | 1     | 3:37 | 29 квітня 2008  | Сайтама, Японія              | «Dream 2» Гран-прі Dream (відкриття)    | |
| Перемога    | Венделл Сантус               | Підкорення (удари кулаками)          | 1     | 1:40 | 13 жовтня 2007  | Манаус, Бразилія             | «Hero's The Jungle»                     | |
| Перемога    | Жозе ді Рібамар Машаду Ґоміс | Підкорення (больовий прийом на руку) | 1     | 3:28 | 29 вересня 2007 | Манаус, Бразилія             | «Amazon Challenge»                      | |
| Перемога    | Білл В'юсик                  | Підкорення (удари кулаками)          | 1     | 3:01 | 19 травня 2007  | Колумбус, США                | «GFC: Evolution»                        | |
| Перемога    | Хаім Ґозалі                  | Підкорення (задушення руками)        | 1     | 1:34 | 17 грудня 2006  | Любляна, Словенія            | «Jungle Fight Europe»                   | |
| Перемога    | Олексій Прокоф'єв            | Підкорення (задушення ногами)        | 1     | 2:30 | 27 вересня 2006 | Сан-Паулу, Бразилія          | «FFC: Warlords Unleashed»               | |
| Перемога    | Олександр Шлеменко           | Підкорення (задушення руками)        | 1     | 2:10 | 29 квітня 2006  | Манаус, Бразилія             | «Jungle Fight 6»                        | |
| Перемога    | Віктор Бабкір                | Підкорення (удари кулаками)          | 1     | 0:56 | 15 травня 2004  | Манаус, Бразилія             | «Jungle Fight 2»                        | |
| Поразка     | Жорже Патіну                 | Нокаут (удар кулаком)                | 1     | 3:13 | 13 вересня 2003 | Манаус, Бразилія             | «Jungle Fight 1»                        | |